# Rock & All
Rock & All byl český hudební časopis zaměřující se především na rockovou hudbu. Jeho první číslo vyšlo 28. července 2015. Prvním šéfredaktorem byl Vojtěch Lindaur, jenž vedl tým bývalých redaktorů časopisu Rock & Pop. Ti spolu s Lindaurem odešli z redakce Rock & Popu kvůli dlouhotrvajícím sporům s jeho vydavatelstvím. Časopis přestal vycházet v roce 2018.